# Gimmick (wrestling)
En gimmick i wrestling er en wrestlers personlighed, opførsel, dragt og andre karaktertræk, som kendertegneren wrestleren, når han eller hun optræder. 
Eksempelvis er den amerikanske wrestler Jeff Jarretts gimmick, at han slår sin modstander i gulvet med sin guitar, og guitaren i sig selv er også en gimmick. I de senere år har man inden for wrestling lagt mere vægt på, at en wrestlers gimmick fremkommer mere realistisk og skildrer wrestleren som en virkelig person i forhold til tidligere, hvor wrestlernes gimmicks var nærmest identiske med tegneseriefigurer. I løbet af sin karriere når en wrestler oftes at skildre mange forskellige gimmicks. I nogle tilfælde er det for wrestleren en længerevarende proces at skifte gimmick, men det er også set, at wrestleren skifter gimmick fra uge til uge.
Enhver wrestler har i princippet sin egen gimmick – også selvom wrestleren på tv optræder med en karakter, der ligner sig selv meget. I dag er de mest karakteristiske gimmicks i World Wrestling Entertainment eksempelvis Mark Calaways karakter The Undertaker og Marty Wrights The Boogeyman. I for eksempel tilfældet med The Undertaker, som Mark Calaway har skildret med stor succes siden 1990, har hans gimmick dog langt fra altid været den samme. Sandsynligvis for at bevare interessen for karakteren, har The Undertaker undergået forskellige gimmick-ændringer i sig selv, men stadigvæk bevaret samme navn. The Undertakers forskellige gimmicks kan groft sagt deles op i Den originale Undertaker-gimmick (en upopulær bedemands-gimmick fra 1990-1995), Lord of Darkness-gimmicken (en populær fan-favorit, men meget mørk og dyster gimmick fra 1996-1999), American Bad Ass-gimmicken (en upopulær og mere realistisk motorcyklist-gimmick fra 2000-2003) og hans nuværende, som er en sammenblanding af de forrige gimmicks.